# Площа Незалежності (Куала-Лумпур)
Площа Незалежності (малай. Dataran Merdeka) — площа в Куала-Лумпурі, Малайзія. Вона розташована навпроти будівлі султана Абдула Самада. Раніше вона була відома як Selangor Club Padang або просто Padang (що означає «поле» малайською) і використовувався як крикетне поле клубу Selangor Club (тепер Королівський клуб Selangor Club). Саме тут опівночі 31 серпня 1957 року було приспущено прапор Союзу та вперше піднято прапор Малайзії. Відтоді Площа Незалежності стала звичним місцем проведення щорічного Параду до Дня Незалежності.

## Історія

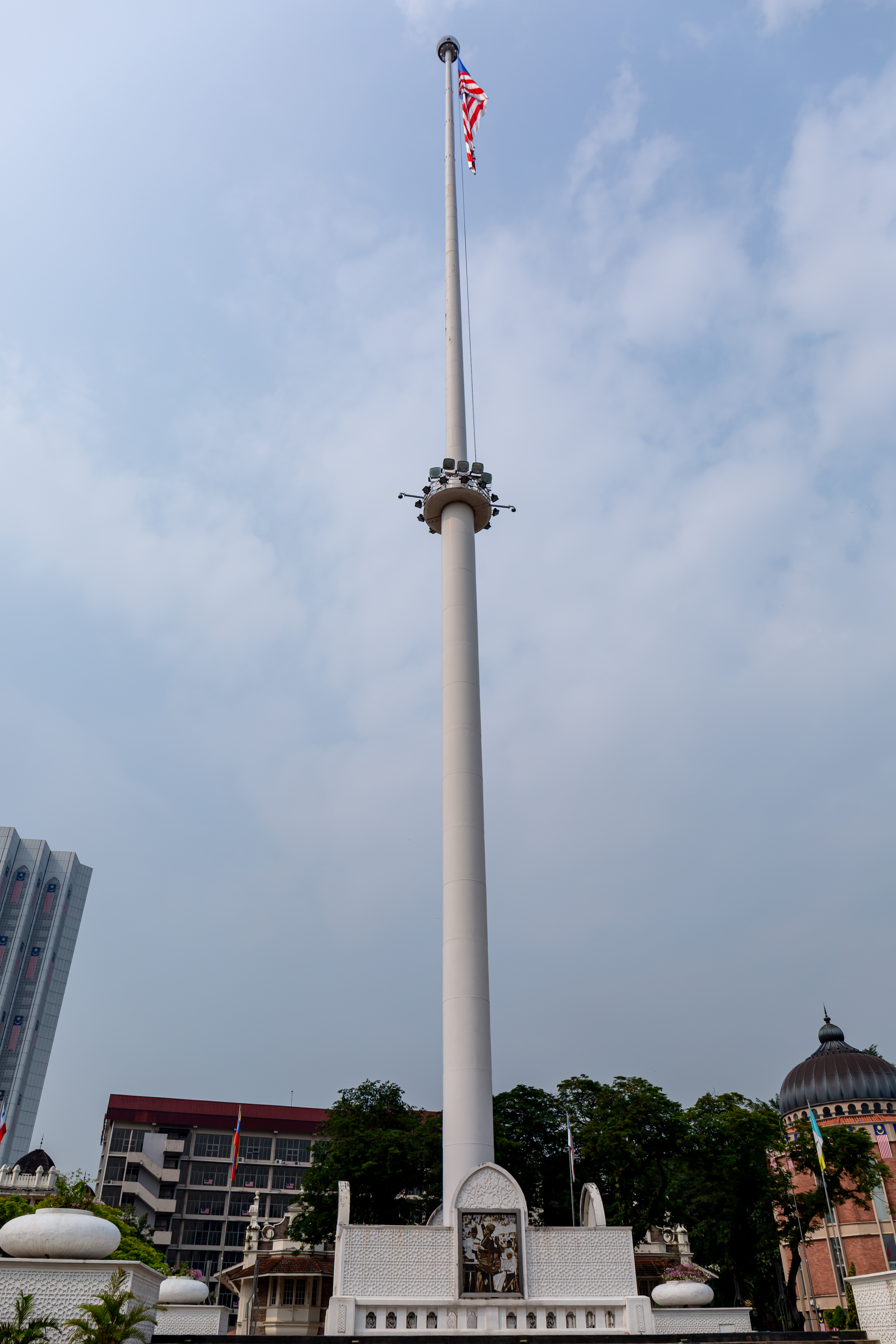
Флагшток на Площі Незалежності

В ранні роки Куала-Лумпура китайські та малайські громади оселилися вздовж східного берега річки Кланг. На захід від річки була земля, яка спочатку належала Яп А Лой і використовувалася для висадки овочів. У 1880 році столиця штату Селангор була перенесена колоніальною адміністрацією з Кланг до Куала-Лумпур. Тодішній резидент Великої БританіїВільям Блумфілд Дуглас вирішив, що урядові будівлі та житлові приміщення персоналу мають бути розташовані на захід від річки, щоб уникнути, на його думку, антисанітарних умов міста та можливості повстання з боку місцевих жителів. Урядові установи та новий поліцейський штаб були побудовані на Букіт-Амані, а приміщення для поліції розташовані на Баррак-роуд (нині Джалан Тангсі та частина Джалан Раджа). Потім ділянку болотистої та нерівної землі на захід від річки Кланг було вирівняно та осушено, щоб використовувати її як тренувальний майданчик для поліції. Землю придбав британський резидент Френк Світтенхем за 50 доларів за акр у 1882 році. Ця ділянка землі, спочатку названа Парадним майданчиком, стала Падангом. Десять років потому, у 1892 році, британський громадянин Ернест Берч, який був затятим гравцем у крикет, почав розгладжувати землю, щоб її можна було використовувати як майданчик для крикету та інших видів спорту. Клуб Selangor Club був побудований на нинішньому місці в 1890 році, а церква Святої Марії була побудована в 1895 році.
У 1897 році урядові установи було перенесено з Букіт-Амана до будівлі Султана Абдула Самада з видом на Паданг. Будівля є однією з найважливіших пам'яток, побудованих британцями, і була спроектована AC Norman, RAJ Bidwell і AB Hubback в індо-сарацинському або нео-могольському стилі архітектури. У цій будівлі розміщувався Державний секретаріат Селангора, а пізніше Верховний суд, перш ніж суд було переміщено, і будівля не використовувалася протягом кількох років. Зараз тут розташовується Міністерство спадщини, культури та мистецтва.
Оскільки будівлю Султана Абдула Самада було спроектовано та її будівництво розпочато до того, як Куала-Лумпур став столицею Федеративних Малайських Штатів, після того, як її перетворили на столицю, вона стала недостатньою для використання бюрократією, що зростала. Потім було побудовано багато будівель поблизу, а також навколо Паданга. Друкарня була побудована в 1899 році на південно-західному куті Паданга, ратуша на північному сході в 1904 році, офіси FMS Railway на південному сході в 1905 році, Головна пошта на південь від будівлі Султана Абдула Самада в 1907 році, Огляд Будівля департаменту в 1910 році та Верховний суд в 1915 році на північному сході.
Оскільки Паданг розташований перед урядовими установами, він використовується для багатьох національних і громадських заходів. Паданг колись був зданий в оренду клубу Selangor, який використовував його для різних видів спорту, таких як крикет і регбі. У 1987 році мерія повернула Паданг, а натомість Selangor Club отримав ділянку землі в Букіт Кіара.
Опівночі 30 серпня 1957 року британський прапор був спущений, а прапор Малайзії вперше підняли на Паданг, за подією, яку спостерігала велика кількість людей. Вранці 31 серпня 1957 року на стадіоні Мердека відбулася церемонія проголошення незалежності Малайзії.
У жовтні 1989 року «Паданг» був перейменований на «Датаран Мердека» або «Площа Незалежності». Це було зроблено разом з кампанією Visit Malaysia Year 1990, яка розпочалася 1 січня 1990 року.
31 серпня 2007 року прем'єр-міністр Абдулла Ахмад Бадаві вигукнув « Мердека !» на опівнічні урочистості, де тисячі малазійців святкували 50-річчя нації.

## Визначні будівлі та особливості
У південному кінці площі розташований 95-метровий флагшток, один із найвищих у світі. Плоска кругла чорна мармурова дошка позначає місце, де вперше було піднято малайський прапор. Біля флагштока на розі Паданга є фонтан, фонтан Копа, побудований у 1897 році як меморіал Стіву Гарперу, популярному інспектору поліції. Під площею Незалежності була побудована автостоянка та торгова зона Plaza Putra, яка пізніше була перейменована на Plaza Dataran Merdeka; однак це місце постраждало від повені.
Навколо площі багато історичних будівель. Поруч із площею розташована будівля Султана Абдула Самада, яка зараз є офісом Міністерства інформації, зв'язку та культури Малайзії. Навпроти площі розташований Королівський клуб Селангор, який вперше був заснований у 1884 році як місце зустрічі для високопоставлених членів британського колоніального суспільства. На півдні розташований колишній Національний історичний музей, який раніше містив величезну колекцію історичних предметів. Колекція нещодавно була переміщена до Muzium Negara. Поруч з ним розміщена Міська галерея Куала-Лумпур, яка розповідає історію Куала-Лумпура через мініатюрні моделі та Шоу моделей Spectacular City. На півночі є англіканський собор Святої Марії, нині єпархія Західної Малайзії та резиденція єпископа Західної Малайзії. Недалеко від площі також розміщений оригінальний залізничний вокзал Куала-Лумпур, який досі працює. Однак головний хаб був нещодавно перенесений до KL Sentral у 2001 році.

## Діяльність
Площа Незалежності є звичайним місцем проведення щорічного параду до Дня Незалежності. Його часто використовують як місце проведення політичних мітингів та інших заходів. Площа Незалежності була стартовою лінією The Amazing Race Asia 1.

## Транспорт
До площі можна дійти пішки на захід від станції легкого метро Masjid Jamek.

## Галерея
|                          |
| Площа Незалежності вночі |

|                |
| Флагшток вночі |

|                                         |
| Меморіальна дошка на Площі Незалежності |

|                                       |
| Фонтан королеви Вікторії/фонтан Копів |

|                                                                    |
| Один із предметів мистецтва, розташований біля Площі Незалежності. |